# 브라이언 젬빅
브라이언 젬빅(Brian Zembic, 별명: Wiz)은 캐나다의 마술사, 도박사이다. 10만달러를 받고 유방 확대수술을 받은 것으로도 알려져있다.